# Затон (Северо-Казахстанская область)
Затон (каз. Затон) — село в Кызылжарском районе Северо-Казахстанской области Казахстана. Входит в состав Петерфельдского сельского округа. Код КАТО — 595057300.

## Население
В 1999 году население села составляло 246 человек (124 мужчины и 122 женщины). По данным переписи 2009 года, в селе проживало 216 человек (115 мужчин и 101 женщина).